# 水野孝一
水野 孝一（みずの こういち、1976年10月27日 - ）は、日本の政治家、社会起業家。国民民主党所属の参議院議員（1期）。にっぽんど真ん中祭りの創始者。
公益財団法人にっぽんど真ん中祭り文化財団専務理事兼総括プロデューサー。名古屋大学大学院経済学研究科博士前期課程修了。経済学修士。

## 人物・経歴
1976年、静岡県清水市（現・静岡市清水区）に生まれる。幼少期から少年時代を岐阜県瑞浪市で過ごす。
1994年に中京商業高校を卒業後、中京大学商学部に入学。
大学在学中、名古屋学生チーム「鯱」に参加。北海道のYOSAKOIソーラン祭りを体感したことから感銘を受け、にっぽんど真ん中祭りの開催を構想し、賛同を得た学生仲間と共に実行委員会を設立。初代実行委員長を務め、1999年に祭りを創立した。以来、現在に至るまで執行責任者を務め、愛知・名古屋を中心に国内外2万人以上の踊り手と7千人以上のボランティア、そして200万人以上の市民が集う、国内屈指の観光資源に成長させた。
祭り立ち上げ当初から、市民のみならず多くの名古屋財界人の支持を得ながら組織基盤を構築した。祭りという評価・判断が難しい組織が、国内で初めて公益財団法人としての認定を取得。「祭り」や「祭りの開催効果」を財産として認めることは全国でも例が無く、珍しいケースである。現在、日本国内で公益財団法人として認定を受ける祭りは、にっぽんど真ん中祭りが唯一である。財団事務所のスペースは無料で開放し、学生たちが安心して活動できる環境を提供しており、地元の若者の育成を重要視している。
2024年4月1日、名古屋市教育委員に就任。2025年2月7日に辞職。同年夏の参院選で国民民主党から愛知県選挙区での出馬要請を受け、同月14日に擁立が同党から発表された。
2025年7月20日の投開票の結果、愛知県選挙区においてトップ当選。
プライベートでは3児の父。名古屋市立小学校のPTA会長。地元学区小中学校PTA協議会会長。

## 著書
- 『人も街も動かす！巻き込み力』（KADOKAWA，2020年, ISBN 9784048966825）

## 選挙歴
| 当落 | 選挙                     | 執行日         | 年齢 | 選挙区       | 政党       | 得票数     | 得票率  | 定数 | 得票順位 /候補者数 | 政党内比例順位 /政党当選者数 |
| ---- | ------------------------ | -------------- | ---- | ------------ | ---------- | ---------- | ------- | ---- | ------------------ | ---------------------------- |
| 当   | 第27回参議院議員通常選挙 | 2025年07月20日 | 48   | 愛知県選挙区 | 国民民主党 | 59万6180票 | 596,180 | 4    | 1/14               | /                            |